# Hachirō Tagami
Hachirō Tagami (in giapponese 田上八郎 , Tagami Hachirō) (Prefettura di Kagoshima, 17 febbraio 1891 – Jayapura, 6 ottobre 1948) è stato un generale e criminale di guerra giapponese, che nel corso della seconda guerra mondiale fu comandante della 36ª Divisione fanteria di stanza nelle Molucche. Dopo la fine del conflitto fu arrestato per crimini di guerra, e consegnato alle autorità olandesi venne estradato in Indonesia dove fu processato e condannato a morte. La sentenza fu eseguita a Jayapura il 6 ottobre 1948.

## Biografia
Nacque nella prefettura di Kagoshima il 17 settembre 1891, secondo figlio di Teiji Tagami, samurai e contadino. Dopo aver frequentato la Scuola superiore di Kagoshima, si diplomò all'Accademia militare (25ª classe) nel maggio 1913. Nel dicembre dello stesso anno fu nominato sottotenente di fanteria e assegnato al 13º Reggimento fanteria.
Nel dicembre 1926, si laureò presso la Scuola di guerra dell'esercito (38º Corso). Nel marzo 1927 divenne comandante di compagnia del 45º Reggimento fanteria, prestò poi servizio come ufficiale istruttore, comandante di battaglione del 17º Reggimento di fanteria, istruttore presso l'Accademia di fanteria dell'esercito, ufficiale di stato maggiore della 16ª Divisione fanteria, della 1ª Divisione fanteria, ed istruttore presso l'Accademia di fanteria.
Promosso colonnello il 2 agosto 1837, assunse il quella data il comando del 34º Reggimento fanteria, partecipando alla seconda guerra sino-giapponese. Combatté nel corso della battaglia di Nanchino (1-13 dicembre 1937), e poi le truppe al suo comando parteciparono al massacro degli abitanti della città.
Ricoprì tale incarico fino al 15 luglio 1938, quando fu nominato capo di stato maggiore della 11ª Divisione fanteria. Promosso maggior generale il 2 marzo 1940, fu assegnato al quartier generale della 20ª Divisione fanteria, passando il 15 agosto dello stesso anno al comando della 40ª Brigata fanteria. Il 27 luglio 1941 fu nominato comandante della 45ª Brigata fanteria, e il 3 dicembre passò a quello della 17ª Brigata mista indipendente. Tra il 14 settembre 1942 e il 1 ottobre 1943 fu comandante della Scuola militare di Gongzhuling, in Manciuria, e tra il 1 ottobre 1943 e il 2 settembre 1945 fu comandante della 36ª Divisione fanteria di stanza nelle Molucche. Quella divisione aveva iniziato ad arrivare nella Nuova Guinea occidentale dalla Cina settentrionale nel dicembre 1943, assegnata alla 2ª Armata del tenente generale Fusatarō Teshima. Alla metà del gennaio 1944 il 223º e il 224º Reggimento fanteria (meno piccoli distaccamenti lasciati a Manokwari o inviati nell'entroterra) erano di stanza a Wakde, con quartiere generale divisionale nell'abitato di Sarmi.  Il 222º Reggimento fanteria aveva raggiunto l'isola di Biak. Alla testa della 36ª Divisione fanteria partecipò alla battaglia di Wakde (17–21 maggio 1944) e a quella di Lone Tree Hill (17 maggio– 2 settembre 1944) nel corso della campagna della Nuova Guinea occidentale. Dopo la fine della seconda guerra mondiale fu arrestato per crimini di guerra, e consegnato alle autorità olandesi venne estradato in Indonesia dove fu processato e condannato a morte. La sentenza fu eseguita a Jayapura il 6 ottobre 1948.

### Fonti
1. 1 2 3 4 5 6 7 8 9 10 11 12 13  Generals.
2. 1 2  Hata 2006, p. 90.
3. 1 2  The Pacific War Online Encyclopedia.
4. ↑  Morison 1960, pp. 92-94.
5. 1 2  Hyperwar.